# Triptychon (Schramm-Heckmann)
Koordinaten: 51° 10′ 46,2″ N, 6° 42′ 53″ O

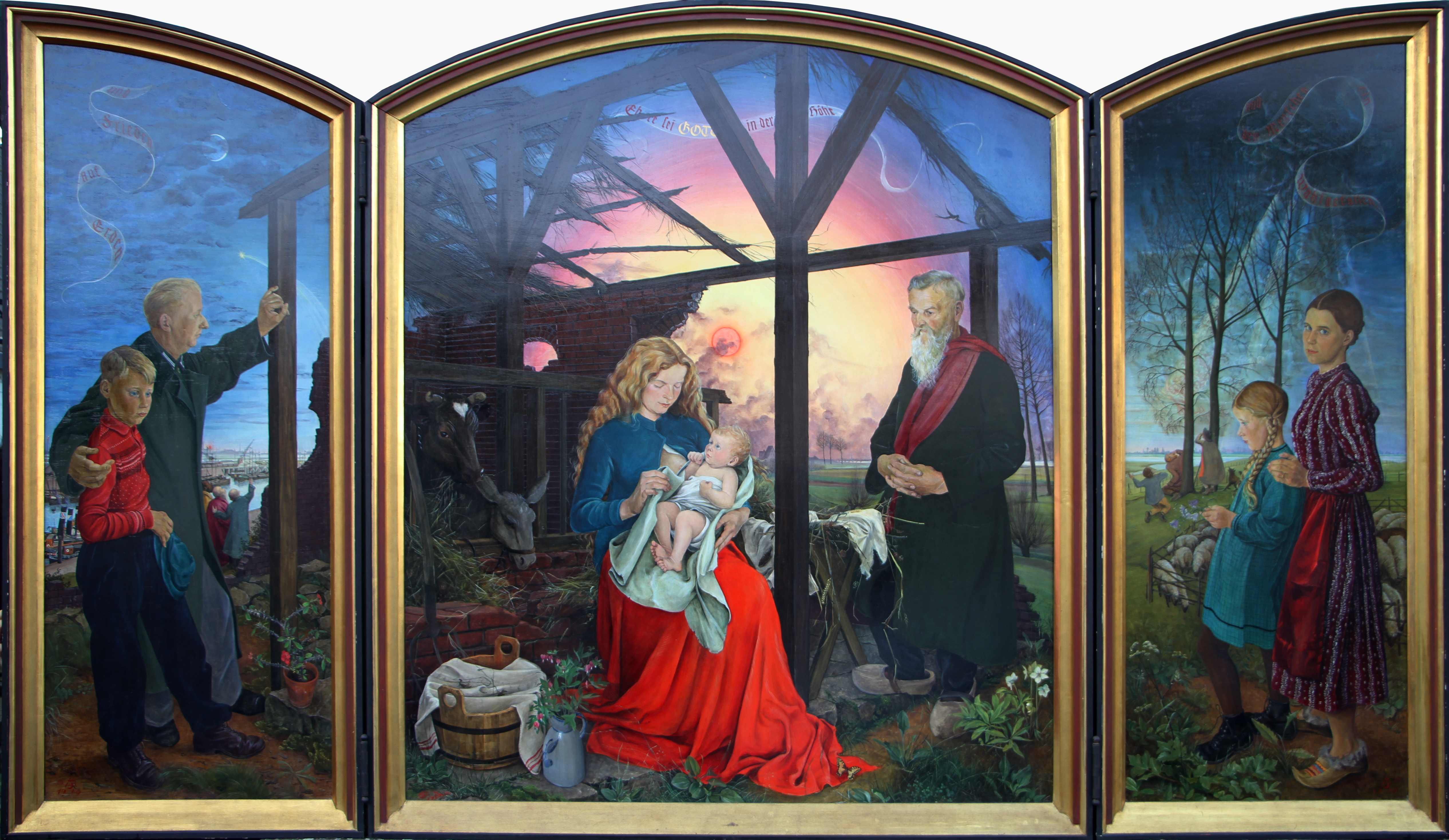
Der offene Altar mit der Ankunft der Heiligen Drei Könige, Christi Geburt und den Hirten auf dem Felde, 1938 bis 1941

Das Triptychon ist ein Flügelaltar von Liselotte Schramm-Heckmann, auf dem die Verkündigung an die Hirten, die Geburt Jesu und die Epiphanie sowie die Verkündigung an Maria dargestellt sind. Der Altar befand sich 20 Jahre lang in der evangelischen Kreuzkirche in Neuss-Gnadental. Geschaffen wurde er zwischen 1938 und 1942.
Das Triptychon bleibt bis auf hohe christliche Feste wie Ostern oder Weihnachten geschlossen. Zu sehen ist dann nur die Verkündigungsszene.

## Daten
- Maße: Das Mittelteil weist eine Größe von 150 × 130 cm und die beiden Außenflügel die Größe von 150 × 55 cm auf.
- Datierung: 1938–1945

## Beschreibung
Das Altarbild ist als Triptychon ausgeführt und besteht aus einem Mittelstück und zwei seitlichen Flügeln. Mit geöffneten Flügeln, zeigt der Altar „Christi Geburt“ auf dem Mittelstück, „Die Hirten auf dem Felde“ auf dem rechten, inneren Flügel und „Ankunft der heiligen drei Könige“ auf dem linken, inneren Flügel. Der geschlossene Altar zeigt die "Verkündigung". Die Tafeln sind in einem schlichten hölzernen Rahmen mit vergoldeter Leiste gefasst.

### Mittelstück

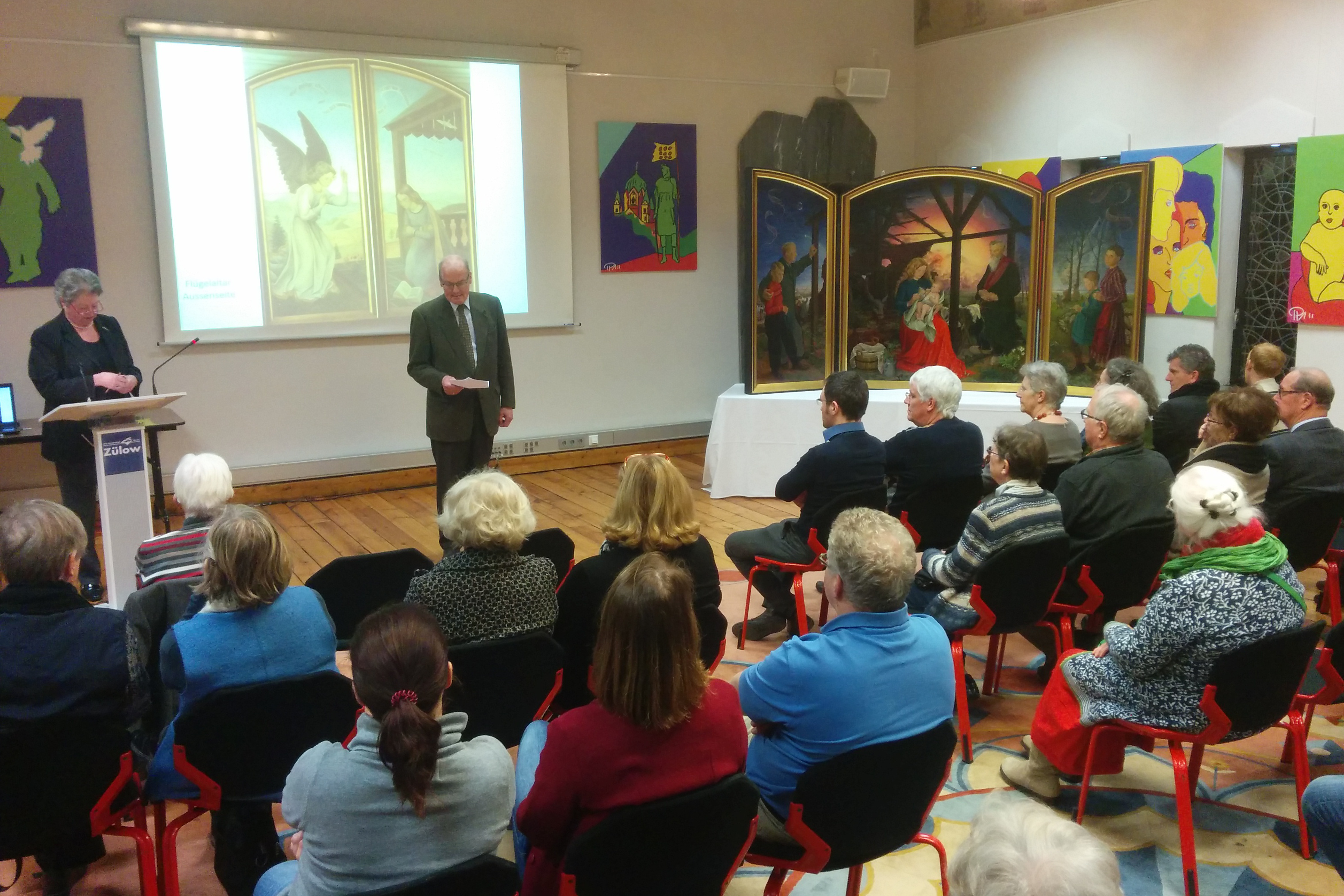
Vortrag zum Triptychon von Gisela Götte, der ehem. Leiterin des Clemens-Sels-Museums.

Die Mitteltafel des aufgeklappten Altars zeigt nahsichtig Maria mit dem Christuskind auf dem Schoss, rechts von ihnen kniet Josef in anbetender Haltung. Die zerstörte Holzhütte, der zerfallene Stall, bietet mit seinen verbrannten Dachbalken der Familie kaum Schutz. Nur eine, wie ein Gabelkreuz gebildete Stütze und ein Seitenpfosten stehen noch. Sie geben den Blick frei auf einen glutroten Himmel, der wie eine kosmische Vision anmutet und zugleich die Assoziation an die Bombennächte im Krieg zulässt. Über dem Kopf des Christuskindes steht eine kleine rote Sonne, zu der vom Boden aus dunkle Wolken wie Rauchschwaden aufsteigen und sie partiell verdecken. Das Kreisrund der Sonne ist von einer leuchtend gelben kreisförmigen Scheibe umgeben, deren breiter Rand glühend rot eingefärbt ist. Der Himmel ist hier Feuer- und Sonnenball zugleich. Der Betrachter fühlt sich an das rot glühende Himmelslicht auf dem Gemälde der Stuppacher Madonna von Matthias Grünewald erinnert, das durch die Rundung eines Regenbogens, dem Zeichen des Alten Bundes zwischen Gott und den Menschen, ebenfalls in die vollendete Form eines Kreises eingeschrieben ist. Bei Grünewald jedoch lässt sich der kreisförmige Regenbogen zusätzlich noch als Nimbus, als ein der Maria zugeordneter Heiligenschein lesen.
Im Vordergrund der Mitteltafel links stehen ein Waschzuber, über dem ein weißes Tuch liegt, daneben ein Krug mit Tränendem Herz, - ein sich selbst erklärendes Pflanzensymbol, auch Marienherz genannt. In der rechten unteren Ecke blüht eine weiße Christrose, das Symbol für die Erlösung. Ein Schmetterling hat sich auf dem Saum des roten Gewandes von Maria niedergelassen, er ist das Auferstehungssymbol, denn er verlässt die hässliche Raupenhülle und lebt dann im Licht. Zwei Schwalben über dem Kopf von Josef, von denen die eine zwischen den Balken sitzt, während die andere gerade angeflogen kommt, verweisen möglicherweise auf einen Neuanfang und künftige Rettung. In der christlichen Ikonographie stehen sie für die Inkarnation Christi und dessen Auferstehung. Ochs und Esel, die in den Berichten der Evangelien nicht erwähnt werden, finden sich schon seit dem frühen 4. Jahrhundert n. Chr. auf den Darstellungen der Geburt Jesu. Sie erinnern an die Klage des Jesaja (Jes 1,3 ) über die mangelnde Einsicht seines Volkes: „Der Ochse kennt seinen Besitzer und der Esel die Krippe seines Herrn; Israel aber hat keine Erkenntnis, mein Volk hat keine Einsicht.“ Sie sind die Zeugen der Geburt und die Mahner zum Glauben. Ein Spruchband, das die Worte „Ehre sei Gott in der Höhe“ trägt, flattert vor einem dunklen Himmel als Verheißung des göttlichen Friedens in einer unheilvollen Gegenwart über dem Geschehen.

### Rechter, innerer Flügel
Der rechte Seitenflügel zeigt innen die Verkündigung an die Hirten. Die drei Figuren sind nicht als die Hauptdarsteller der biblischen Erzählung wiedergegeben, sondern als winzig kleine Hintergrundfiguren, die, zusammen mit dem Hirtenhund in einer von Weiden und Pappeln gesäumten, niederrheinischen Flusslandschaft stehen bzw. knien. Sie blicken zu dem nächtlichen Himmel empor, aus dem ein Strahlenbündel, in das kleine, geflügelte Putten kaum wahrnehmbar eingewoben sind, auf die Hirten fällt. Die wahren Protagonisten des biblischen Geschehens sind jedoch die Künstlerin selbst im Trachtenkleid und mit norwegischen Schuhen sowie ihre Tochter Johanna, die wie Stifterfiguren nahsichtig im Vordergrund stehen. Johanna, im Profil nach links wiedergegeben, hält einen Strauß mit Glockenblumen in den Händen, den Lieblingsblumen der Künstlerin. Hinter ihnen im Mittelgrund grasen Schafe in einem eingezäunten Gehege, eine Schafgarbe blüht am unteren Bildrand. Wie auf dem „Selbstbildnis mit Familie“ blickt uns die Malerin aus dem Bilde heraus an, ein Hinweis auf ihre Autorenschaft. Von oben herab flattert ein Spruchband mit den Worten: „Und den Menschen ein Wohlgefallen.“

### Linker, innerer Flügel

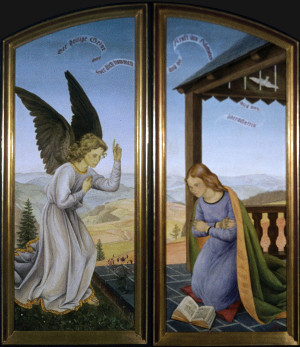
Der geschlossene Altar mit der Verkündigungsszene, 1941

Das gleiche Kompositionsprinzip benutzt die Künstlerin auch für die Innenseite des linken Flügels mit der Darstellung der Heiligen Drei Könige, die wiederum als kleine Figuren im Hintergrund zum Stern von Bethlehem aufblicken. Sie sind in einer Landschaft lokalisiert, die den Duisburger Hafen wiedergibt und auf die reale Umgebung der vormals in Lohausen wohnenden Familie erinnert. Nahsichtig im Vordergrund steht Werner Schramm, der Ehemann der Malerin, der auf Fronturlaub seine Uniform eines Sanitäters trägt und mit dieser bewusst die Zeit des Zweiten Weltkriegs vergegenwärtigt (wie auch im Selbstbildnis von Max Beckmann als Sanitäter). Mit seinem rechten Arm umfasst er seinen Sohn Matthias, mit dem linken stützt er sich gegen einen noch feststehenden Pfosten des zerfallenen Stalles. Am Fuße des Holzpfosten steht ein Blumentopf mit Christusdorn. Ein Spruchband mit den Worten „Frieden auf Erden“ profiliert sich hell gegen einen dunklen Himmel. Die jeweilige Landschaft und die Pflanzen beruhen auf Naturstudien, den Figuren liegt das Studium lebender Modelle zugrunde, Familienmitglieder oder nachbarliche Freunde.

### Geschlossener Altar
Die Außenseiten der beiden Flügel sind der Verkündigung an Maria gewidmet. In geschlossenem Zustand zieht sich ein Spruchband über beide Tafeln hin: „Der Heilige Geist wird über dich kommen, und die Kraft des Höchsten wird dich überschatten.“ (Lk 1,35 ) Maria ist mit einem blauen Kleid und einem grünen, mit gelbem Stoff gefütterten Mantel bekleidet. Hier folgt die Malerin nicht der üblichen Marienikonographie einer in Rot und Blau gekleideten Madonna. Sie kniet auf einem roten Kissen, vor ihr liegt ein aufgeschlagenes Buch, das Neue Testament. Unter dem Verandadach der intakten Duisburger Hütte, dem Zufluchtsort der Künstlerin seit 1940, fliegt eine weiße Taube, die die dritte Person der göttlichen Dreifaltigkeit symbolisiert, den Heiligen Geist. Zwischen dem Engel und Maria steht ein Glas mit Akelei. In der christlichen Ikonographie bedeutet das durchsichtige Glas neben der Jungfrau Maria ihre unbefleckte Empfängnis, und die Akelei ein Symbol des Heiligen Geistes, da das Honigblatt der Blüte einer Taube ähnelt. Beide Figuren sind wieder nahsichtig vor einer weiten, hügeligen Landschaft wiedergegeben, die dem Thema entsprechend keine Hintergrundfiguren zeigt.
Die Malerin stellt sich selbst und ihre Familie in andachtsvoller Haltung auf den Seitenflügeln dar. Sie personalisiert und aktualisiert somit das weihnachtliche Geschehen, die Gewissheit, dass Gott sich durch die Geburt Jesu zum Leben bekannt hat. Liselotte Schramm-Heckmann koppelt das freudige Ereignis der Menschwerdung Christi an das aktuelle Kriegsgeschehen. Verheißung des göttlichen Friedens und Zerstörung, Vergängliches und Unvergängliches, sind hier in einem Bild zugleich thematisiert.

## Entstehung des Altarbilds
Liselotte Schramm-Heckmann arbeitete an dem Flügelaltar in den Jahren 1938 bis 1942. Der Entstehungsgrund des Altars war kein privater, sondern ein öffentlicher. Das Triptychon sollte nicht der privaten Andacht in privaten Räumen dienen, sondern war für einen, der Öffentlichkeit zugänglichen Ort bestimmt. Es war Albert Rosenkranz, Pfarrer der evangelischen Pauluskirche in Bad Kreuznach von 1921 bis 1939, der Liselotte Schramm-Heckmann 1938 den Auftrag für dieses Werk erteilte, das für die Kapelle der Kirche bestimmt war.
Im Zweiten Weltkrieg hatte der gescheiterte Versuch der Wehrmacht, die alte Nahebrücke zu sprengen, fatale Folgen: Die Explosion deckte das Dach des Gotteshauses ab. Der Altar, der 1942 fertiggestellt war, konnte so nicht mehr ausgeliefert werden. Das Projekt zerschlug sich. Erst in den Jahren 1952 – 54 erfolgte der Wiederaufbau von Kirche und Kapelle.
Das Mittelstück entstand in den Jahren 1938 bis 1939 in Düsseldorf-Lohausen. Durch den Ausbruch des Zweiten Weltkriegs im Jahr 1939 fürchtete die Künstlerin Luftangriffe auf den Düsseldorfer Flughafen, der in unmittelbarer Nähe zu Atelier und Wohnhaus lag. Sie zog deshalb mit ihren beiden Kindern nach Nordenau im Sauerland, wo die Innenseiten der Flügel 1940 und die Außenseiten 1941 entstanden.
„Die Malplatten für die Seitenteile wurden in Kisten verpackt und per Expressgut ins Sauerland geschickt und vom Bahnhof mit einem Pferdegespann in unsere Einsamkeit gebracht. In einem kleinen Raum, unter schlechten Lichtverhältnissen entstanden dort die Seitentafeln. Da es an Modellen fehlte, zeigen die Innenseiten meine Mutter, meinen Vater während eines Urlaubs vom Wehrdienst als Sanitäter, meinen Bruder und mich. Auch für die Außenseite musste mein Bruder zum Engel Modell stehen, während ein Mädchen aus dem Dorf dies für die Maria tat.“ erläutert Johanna Lauth-Jarzebski, die Tochter der Künstlerin.
Bedingt durch den Zweiten Weltkrieg und die damit verbundenen lange Entstehungszeit blieb das Bild im Familienbesitz. Im Jahr 1995 wurde das Altarbild als Dauerleihgabe in der evangelischen Kreuzkirche in Neuss-Gnadental aufgehängt.